# Деніел Ф. Ґелує

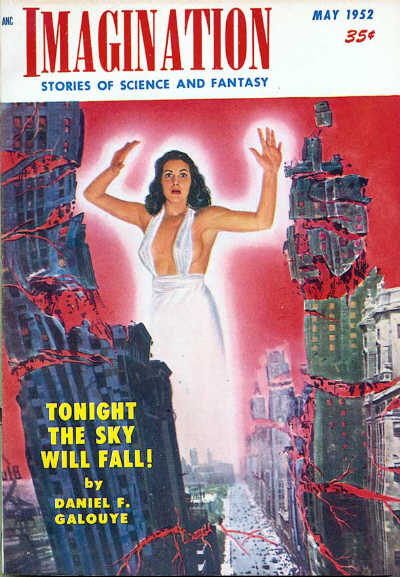
Повість Галує Tonight the Sky Will Fall! на обкладинці журналу Imagination (травень 1952)

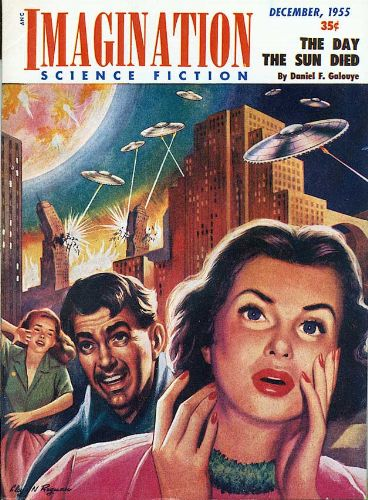
Павість Галує The Day the Sun Died на обкладинці журналу Imagination (грудень 1955)

Деніел Френсіс Галує (англ. Daniel Francis Galouye, 11 лютого 1920 — 7 вересня 1976) — американський письменник-фантаст.

## Біографія
Деніел Галує народився в Новому Орлеані, Луїзіана. Отримав ступінь бакалавра мистецтв в Університеті штату Луїзіана. Після університету трохи попрацював репортером в газетах. Під час другої світової війни він працював інструктором і пілотом-тестувальником в Флоті США. Одним з перших тестував реактивні літаки. Під час служби підірвав собі здоров'я, що призвело до подальших проблем. В 1945 році одружився з Кармел Барбарою Джонсон, з якою і прожив все життя в Новому Орлеані. Працював репортером в місцевій газеті «The Times-Picayune» до 1967 року, коли покинув роботу через проблеми з здоров'ям. Після цього трохи працював редактором, аж до смерті в 1976 році.
Першу свою науково-фантастичну повість Rebirth він написав в 1951, вона була опублікована в квітні 1952 року в журналі Imagination. Протягом 50-тих — 60-тих років його повісті і оповідання публікувались в багатьох літературних журналах, зокрема в Fantasy & Science Fiction і Galaxy Science Fiction. Його перший роман Темний всесвіт (англ. Dark Universe) написаний в 1961 номінувався на премію Г'юго, але найбільш відомим став його третій роман Симулякрон-3 (англ. Simulacron-3) написаний в 1964 році, який після цього двічі екранізовувався перший раз в 1973 (Світ на проводах нім. Welt am Draht) і другий раз в 1999 (Тринадцятий поверх).
В 2007 році він отримав премію повторного відкриття Кордвайнера Сміта (англ. Cordwainer Smith Rediscovery Award) за несправедливе забуття.

### Романи
- 1961 — Темний всесвіт (англ. Dark Universe), переписано з повісті Rebirth (1952)
- 1963 — Лорди Психону (англ. Lords of the Psychon), розширена версія The City of Force (1959)
- 1964 — Симулякрон-3 (англ. Simulacron-3), в Британії вийшов під назвою Світ-підробка (англ. Counterfeit World)
- 1968 — Бич крикунів (англ. A Scourge of Screamers), Британська назва Загублене сприйняття (англ. The Lost Perception)
- 1973 — Безмежна людина (англ. The Infinite Man) роман на основі двох оповідань Tonight the Sky Will Fall! (1952), і The Day the Sun Died (1955)

### Збірки творів
- 1964 — The Last Leap and Other Stories of the Supermind
- 1967 — Die stummen Schwingen
- 1968 — Project Barrier
- 2012 — This Crowded Earth AND Reign of the Telepuppets